# Sjarhej Hozmanau
Sjarhej Anatoljewitsch Hozmanau (belarussisch Сяргей Анатолевіч Гоцманаў; russisch Сергей Анатольевич Гоцманов ‚Sergei Anatoljewitsch Gozmanow‘, englische Transkription Sergey Anatolyevich Gotsmanov; * 27. März 1959 in Minsk, Belarussische SSR, Sowjetunion) ist ein ehemaliger sowjetischer und belarussischer Fußballspieler.

## Karriere
Sjarhej Hozmanau gehörte ab 1979 der ersten Mannschaft von Dinamo Minsk an und wurde mit diesem Team 1982 überraschend sowjetischer Meister. Im Jahr 1987 stand Hozmanau mit seiner Mannschaft im Endspiel des sowjetischen Pokals gegen Dynamo Kiew. Minsk verlor dieses Spiel durch Elfmeterschießen. Zwischen 1983 und 1989 wurde der offensive Mittelfeldspieler viermal zum belarussischen Fußballer des Jahres gewählt.
Zwischen 1984 und 1988 spielte er 31-mal für die Sowjetische Nationalmannschaft und erzielte zwei Tore. Er nahm 1988 mit dem sowjetischen Team an der Europameisterschaft in Deutschland teil, Hozmanau wurde während dieses Turniers viermal eingesetzt, auch im Finale des Turniers, welches die Sowjetunion gegen die Mannschaft der Niederlande verlor, kam er zum Einsatz.
Im Februar 1990 wechselte Hozmanau nach England, zunächst zu Brighton & Hove Albion, im Sommer 1990 dann zum FC Southampton. Zu Beginn der Saison 1991/92 wechselte er nach Deutschland in die damalige 2. Liga Süd zum Halleschen FC konnte jedoch den Abstieg des Vereins zum Ende der Saison nicht verhindern.
Zwischen 1992 und 1993 kam Hozmanau zu drei Einsätzen für die belarussische Fußballnationalmannschaft.
Nachdem er 1992 zunächst zu Dynamo Minsk zurückgekehrt war, wechselte er später in die USA zum Team von Minnesota Thunder. Im Jahr 1999 beendete Sjarhej Hozmanau seine aktive Karriere. Sein Sohn Andrei (* 1986) stand in der Saison 2011 im Profikader des Minnesota Stars FC in der North American Soccer League.